# Satyrus pumilus-lama
Satyrus pumilus-lama är en fjärilsart som beskrevs av Alphéraky 1889. Satyrus pumilus-lama ingår i släktet Satyrus och familjen praktfjärilar. Inga underarter finns listade.